# John Baron
John Charles Baron, född 21 juni 1959 i Redhill i Surrey, är en brittisk konservativ politiker. Han var 2001–2010 ledamot av underhuset för Billericay och är sedan 2010 ledamot för Basildon and Billericay.
Baron har varit starkt kritisk mot Europeiska unionen och var under folkomröstningen om medlemskapet 2016 förespråkare av Brexit. Han har också motsatt sig militära brittiska ingripanden i Irak, Libyen och Syrien.